# Damery (Marne)
Damery es una población y comuna francesa de la región de Champaña-Ardenas, departamento de Marne, en el distrito de Épernay y cantón de Épernay 2.